# Anne d'Ornano
Pour les articles homonymes, voir d'Ornano.
Anne d'Ornano, née Anne de Contades le 7 décembre 1936 à Paris, est une femme politique française, membre de l'UDF puis divers droite. Elle a présidé le conseil général du Calvados de 1991 à 2011 et a été maire de Deauville de 1977 à 2001.

## Biographie

### Famille et jeunesse
Anne d'Ornano est la fille du marquis Arnaud de Contades, dont l'un des ancêtres, Louis Georges Érasme de Contades (1704-1795), a été maréchal de France. À dix ans, elle suit aux États-Unis sa mère, remariée à un Français travaillant à Wall Street. 
Elle fait ses études à la Glen Coves Friends Academy à Long Island (États-Unis) et au Medical College de New York. Elle est ensuite infirmière dans le ghetto noir de Harlem (États-Unis), puis rentre à vingt-deux ans en France où elle travaille auprès du couturier Pierre Balmain comme chargée des relations publiques et mannequin.

### Débuts en politique
Elle épouse Michel d'Ornano le 17 septembre 1960 au château de Montgeoffroy, et partage avec lui sa vie entre New York, où le fondateur de la marque Orlane a des clients, et Paris. Puis Michel d'Ornano devient maire de Deauville en 1962, et Anne d'Ornano, assistante chirurgicale à Paris, prend la présidence de la Croix-Rouge locale. Forte de sa jeunesse passée outre-Atlantique, elle prend en charge à partir de sa création en 1975 le festival du cinéma américain de Deauville.
Quand son mari abandonne la mairie de Deauville pour se présenter à celle de Paris aux municipales de 1977, alors qu'il est ministre, Anne d'Ornano lui succède. 
Anne d'Ornano est maire de Deauville de 1977 à 2001. Pendant ses mandats, plusieurs projets d’aménagement urbain et culturel sont lancés.
Elle supervise la construction du Centre international de Deauville (CID), un palais des congrès inauguré en 1992 à l'occasion du festival du cinéma américain. Le CID est conçu pour accueillir des événements professionnels et culturels, et contribue à l’attractivité de la ville toute l'année.
Sous son mandat, la municipalité procède également au réaménagement du littoral, notamment des lais de mer, dans une logique d’embellissement urbain et de modernisation des infrastructures publiques.
Anne d'Ornano lance le projet de requalification de la presqu’île de la Touques, une ancienne zone portuaire située au centre de Deauville. Le projet, poursuivi après la fin de son mandat, vise à transformer l’espace en quartier mixte avec logements, commerces et espaces publics.

### Carrière politique
Après la mort accidentelle de Michel d'Ornano en 1991, elle lui succède comme conseillère générale dans le canton de Trouville-sur-Mer puis le remplace à la présidence du conseil général du Calvados le 26 avril 1991. Elle préside également le Comité régional du tourisme (CRT) de Normandie de 1987 à 2001.
En 2001, elle laisse les rênes de Deauville à l'un de ses adjoints, Philippe Augier.
En avril 2010, elle déclare qu'elle ne conservera pas la présidence de l'assemblée départementale à l'issue des cantonales de mars 2011, tout en continuant de représenter le canton de Trouville-sur-Mer. Le 31 mars 2011, elle cède son siège de présidente du conseil général à Jean-Léonce Dupont (NC).
En 2017, elle fait don de ses archives politiques personnelles et de celles de son mari aux archives départementales du Calvados.

## Distinctions
- Grand officier de la Légion d'honneur Elle est chevalier du 6 septembre 1986, promue officier le 1er janvier 1995[10], commandeur le 31 décembre 2008[11], et élevée à la dignité de grand officier le 30 décembre 2016[12].
- Commandeur de l'ordre national du Mérite Elle est directement faite commandeur le 14 mai 2001[13].
- Commandeur de l'ordre royal de l'Étoile polaire (Suède)

Elle est également membre de l'Académie des sports.

## Hommage
En 2011, en présence de l'ancien président Valéry Giscard d'Estaing, une cérémonie est organisée afin de dévoiler, dans le hall de la mairie de Deauville, deux bustes à l'effigie de Michel et Anne d'Ornano.

## Détail des mandats et fonctions
- 1977 - 2001 : maire de Deauville
- 1987 - 2001 : présidente du Comité régional de Tourisme de Normandie
- 1991 - 2014 : conseillère générale du Calvados, élue dans le canton de Trouville-sur-Mer
- 1991 - 2011 : présidente du conseil général du Calvados
- 1994 - 2011 : vice-présidente de l'Assemblée des départements de France
- 2001 - 2014 : conseillère municipale de Deauville
- Vice-présidente de la communauté de communes Cœur Côte Fleurie